# 小行星4374
小行星4374（4374 Tadamori）是一颗围绕太阳公转的小行星。1987年1月31日，鈴木憲藏、浦田武在丰田市发现了此天体。
該小行星以日本平安時代末期武將平忠盛命名。
这颗小行星的绝对星等为339.01778等。